# Autumnal
Autumnal je deveti studijski album španjolskog simfonijskog metal sastava Dark Moor. Album je objavljen 10. siječnja 2009. godine, a objavila ga je diskografska kuća Scarlet Records.

## Popis pjesama
| 1.    | »Swan Lake«             | 7:59 |
| 2.    | »On the Hill of Dreams« | 4:45 |
| 3.    | »Phantom Queen«         | 4:03 |
| 4.    | »An End So Cold«        | 4:00 |
| 5.    | »Faustus«               | 4:08 |
| 6.    | »Don't Look Back«       | 4:36 |
| 7.    | »When the Sun Is Gone«  | 4:38 |
| 8.    | »For Her«               | 4:37 |
| 9.    | »The Enchanted Forest«  | 3:32 |
| 10.   | »The Sphinx«            | 4:27 |
| 11.   | »Fallen Leaves Waltz«   | 2:37 |
| 49:22 |                         |      |

## Zasluge
Dark Moor
- Roberto Cappa — bubnjevi
- Alfred Romero — vokali
- Enrik García — gitara
- Daniel Fernández — bas-gitara

Dodatni glazbenici
- Itea Benedicto Colás — vokali (sopran)

Ostalo osoblje
- Yaga Kielb — ilustracija
- Luigi Stefanini — produciranje, miksanje, mastering, snimanje
- Enrik García — produciranje
- Diana Alvarez — grafički dizajn